# Lucas Tavernier

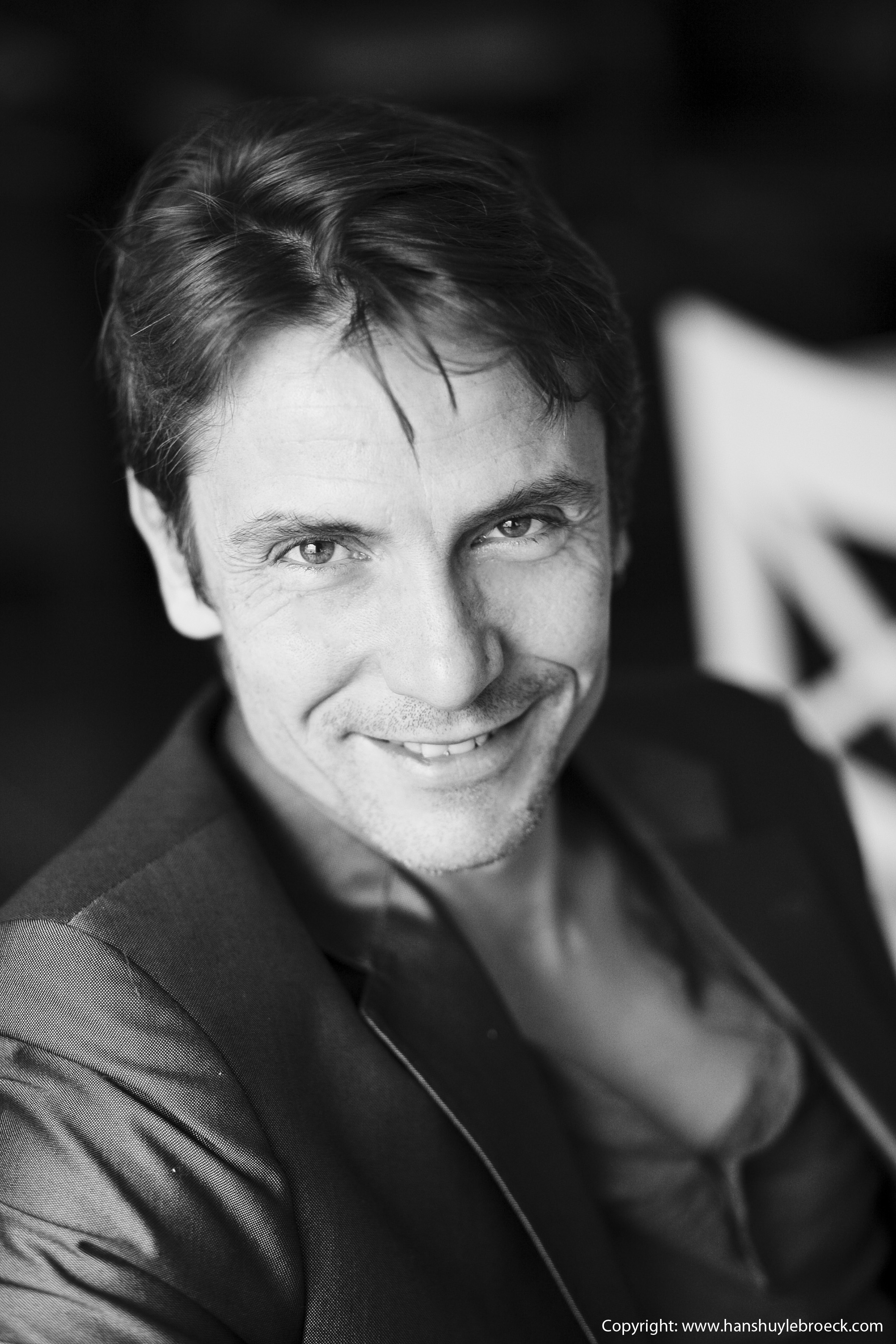
Lucas Tavernier (2011)

Lucas Tavernier (* 27. Dezember 1971) ist ein belgischer Filmschauspieler.

## Leben
Er wuchs in Gent in Belgien auf. Nach einem Studium der Romanistik an der Katholieke Universiteit Leuven absolvierte er ein Schauspielstudium an der ERAC in Frankreich. Seit 2005 spielt er vermehrt in Film und Fernsehproduktionen. 2010 spielte er „Youri Lavrov“ in der Serie Thuis. Von 2012 bis 2013 war er als Geschäftsmann „Winston von Burghart“ in der Seifenoper Hotel 13 auf Nickelodeon zu sehen. Ebenso ab 2012 spielte er in der Serie Galaxy Park und ab 2014 in der Serie Familie.

## Filmografie (Auswahl)
- 2005: Zone Stad (Fernsehserie, 2 Folgen)
- 2006, 2010: Witse (Fernsehserie, 2 Folgen)
- 2006: Der rosarote Panther (The Pink Panther)
- 2007–2008: Wittekerke (Fernsehserie, 18 Folgen)
- 2008: Sara (Fernsehserie, 3 Folgen)
- 2010: Thuis (Fernsehserie, 44 Folgen)
- 2012–2013: Hotel 13 (Fernsehserie, 45 Folgen)
- 2012–2014: Galaxy Park (Fernsehserie, 70 Folgen)
- 2014: Monuments Men – Ungewöhnliche Helden (The Monuments Men)
- 2014–2016: Familie (Fernsehserie, 33 Folgen)
- 2016: Die Beichte (La confession)
- 2016: The Exception
- 2021: Le chemin du bonheur
- 2023: Ponyherz – Wild und Frei
- 2025: Oktoberfest 1905